# Niklas Arvidsson
Niklas Arvidsson, född 28 maj 1972, är en svensk hoppryttare som tävlar för Helsingborgs fältrittklubb. Han har vunnit svenska mästerskapen i hoppning 2014 utomhus i Falun och 2003 inomhus i Strömsholm. Han har vunnit ett flertal delfinaler i hoppserien Volkswagen Grand Prix.

## Topphästar
- Click and Cash 1155 (Hingst född 2003) mörkbrunt Svenskt varmblod, e:Cashandcarry u:Jule I ue:Capitol I

### Fotnoter
1. ↑  ”SM i hoppning”. Svenska Ridsportförbundet. Arkiverad från originalet den 28 oktober 2014. https://web.archive.org/web/20141028091505/http://www3.ridsport.se/Svensk-Ridsport/Pressrum/Masterskapsresultat/SM/Hoppning/. Läst 28 oktober 2014.